# 덤보 (브루클린)

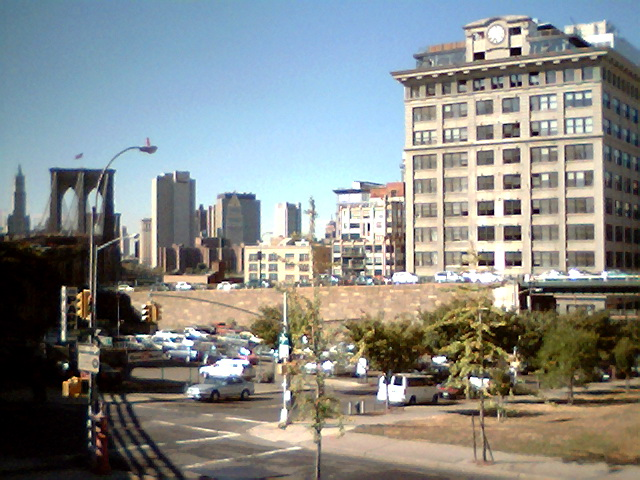
덤보

덤보(Dumbo)는 뉴욕 브루클린의 한 지구로, 맨해튼 교와 브루클린 교 사이에 위치하고 있다. 이 지역에는 갤러리가 많이 모여 있다. 또한 약칭상 덤보는 맨해튼 브리지 고가도로 아래로(Down Under the Manhattan Bridge Overpass)의 약자를 가리킨다. 미디어 상에서 소개된 곳은 KBS 1TV의 《걸어서 세계속으로》에 소개된 적이 있었다.